# Кон Хі Йон
Кон Хі Йон (кор. 공희용, нар. 11 грудня 1996) — південнокорейська бадмінтоністка, бронзова призерка Олімпійських ігор 2020 року.

## Виступи на Олімпіадах
| Олімпіада  | Дисципліна    | Місце |
| ---------- | ------------- | ----- |
| Токіо 2020 | парний розряд | 3     |